# 難波田憲利
難波田 憲利（なんばた のりとし、? - 寛永12年5月5日（1635年6月19日）は、江戸時代初期の徳川氏家臣。1546年の河越夜戦で討死したとされる難波田憲重の孫である。父は難波田憲次。通称は善右衛門。
文禄元年（1592年）から徳川家康・秀忠に仕え、大番に列す。番を辞した後は、小普請となった。寛永12年（1635年）に62歳で死去。法名は常慶。墓は雑司が谷の法明寺。妻は山上七右衛門忠宗の娘。